# Celestino Vega Mateos
Celestino Vega Mateos (Serradilla, 1901 - Madrid 1970) fue un médico, humanista y poeta español.
A los once años escribió su primera obra teatral titulada La Duquesa de Manzanar. En 1919 cuando contaba con 18 años fundó con otros amigos de Serradilla, en la provincia de Cáceres El Ateneo Serradillano y la Biblioteca circulante, asociaciones en las que se representaban obras teatrales y se recitaban poesías. Se mudó a Madrid para estudiar Medicina. Acabó la carrera en 1925 y a continuación se especializó en Oftalmología, tras lo cual se trasladó con su familia a Don Benito.
En 1921 se edita un libro con us poemas titulado De las divinas inquietudes. Su obra más destacada es El juguete caído, publicado en 1970 e inspirado en la muerte de su hijo a los doce años.
En 1955 fue incluido en la relación de Poetas extremeños del siglo XX y fue socio fundador de FICEX (Feria Itinerante de la Cultura Extremeña).
En el centro de la denominada Plaza de España de Don Benito aparecen algunos versos suyos dedicados al río Guadiana en un  conjunto escultórico de Enrique Pérez Comendador, intitulado Monumento al agua y la tierra.

## Homenajes
En su natal Serradilla existe una calle que, en su honor, lleva su nombre.